# Out of Step
Az 1983-as Out of Step a Minor Threat nagylemeze. A dalok főleg a barátsággal és a barátság kapcsán felmerülő problémákkal foglalkoznak. Az album szerepel az 1001 lemez, amit hallanod kell, mielőtt meghalsz című könyvben.

## Az album dalai
|    | Cím                 | Szerző(k)    | Hossz |
| -- | ------------------- | ------------ | ----- |
| 1. | Betray              | Minor Threat | 3:04  |
| 2. | It Follows          | Minor Threat | 1:50  |
| 3. | Think Again         | Minor Threat | 2:18  |
| 4. | Look Back and Laugh | Minor Threat | 3:16  |
| 5. | Sob Story           | Minor Threat | 1:50  |
| 6. | No Reason           | Minor Threat | 1:57  |
| 7. | Little Friend       | Minor Threat | 2:18  |
| 8. | Out of Step         | Minor Threat | 1:20  |
| 9. | Cashing In          | nem jelölt   | 3:43  |

## Közreműködők
- Ian MacKaye – ének
- Lyle Preslar – gitár
- Brian Baker – gitár
- Steve Hansgen – basszusgitár
- Jeff Nelson – dob, grafikus
- Don Zientara − hangmérnök
- Cynthia Connolly − borító

## Fordítás
Ez a szócikk részben vagy egészben az Out of Step (album) című angol Wikipédia-szócikk ezen változatának fordításán alapul.  Az eredeti cikk szerkesztőit annak laptörténete sorolja fel. Ez a jelzés csupán a megfogalmazás eredetét és a szerzői jogokat jelzi, nem szolgál a cikkben szereplő információk forrásmegjelöléseként.